# Национальный музей литературы Украины

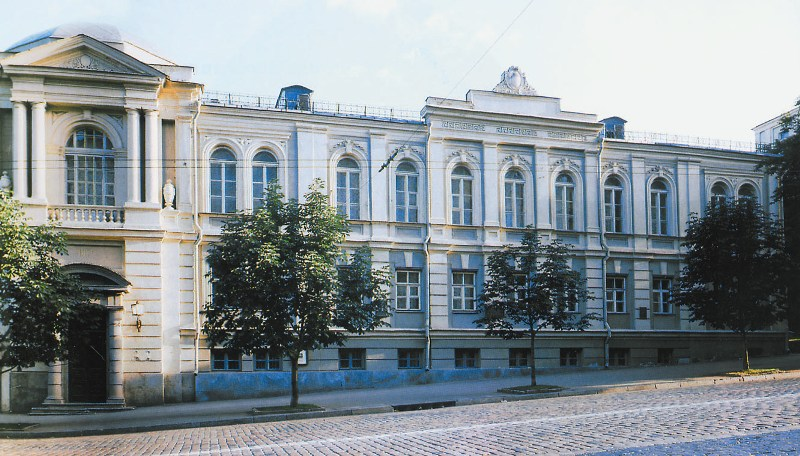

Национальный музей литературы Украины (укр. Національний музей літератури України) — находится в столице Украины — Киеве. Основан в 1982 году, а открыт в 1986.
Музей расположен в доме-памятнике архитектуры XIX века, построенном в 1870 году по проекту архитектора А. Я. Шилле. С 1871 года в этом доме находилась Коллегия Павла Галагана, которая считалась одним из лучших частных учебных заведений столицы Украины. Здесь неоднократно бывали представители украинской литературы, а в период с 1885 по 1886 годы в библиотеке Коллегии, интерьер которой был разработан итальянскими мастерами и сохранился до наших дней почти полностью, работал известный украинский писатель Иван Франко. В настоящее время в библиотеке развёрнута постоянно действующая экспозиция, материалы которой рассказывают об истории данного учебного заведения. Коллегия Павла Галагана вошла в историю отечественной культуры и образования как «школа академиков». С Коллегией связаны имена известных деятелей науки, образования, литературы, среди которых А. Крымский, П.Житецкий, Н.Мурашко, Н.Пимоненко, М. Драй-Хмара, П.Филипович и множество других художников и ученых. При Коллегии на тот момент работала церковь Святого Павла. Именно здесь в мае 1886 года Иван Франко венчался со своей женой — Ольгой Хоружинской.
Национальный музей литературы Украины является центральным музеем подобного профиля на территории страны. Его экспозиция довольно большая, она охватывает все периоды развития украинской литературы, начиная с этапа Киевской Руси и заканчивая современностью. Общее количество выставленных экспонатов составляет около 5000 единиц, всего же музей располагает около 85 000 единиц экспонатов хранения. Гордостью коллекции музея являются образцы старинных изданий XVII-XVIII веков, фотографии, произведения изобразительного и декоративно-прикладного искусства, старопечатные книги, в частности первая печатная книга славянскими буквами «Апостол» Ивана Федорова.
Среди реликвий музея - прижизненные издания творений известных украинских поэтов и писателей всех времён, таких как Тарас Шевченко. В музее регулярно проводятся литературные встречи, фестивали культуры, вручение литературных премий, презентации книжных и периодических изданий, вечера с участием писателей, ученых, художников, мастеров искусств. Работают Клуб выходного дня, лекторий, Клуб любителей современной литературы, литературно-художественная студия, музыкальная гостиная, школа народоведения, посещать которые могут все желающие. Действует разработанная учеными программа «За духовное возрождение Украины». В выставочных залах музея экспонируются литературные и художественные произведения, которые представляют не только украинскую культуру, но и мировую. Мероприятия проводятся в сотрудничестве с ведущими научными учреждениями, издательствами, культурными центрами и общественными организациями. Музей имеет филиал - Киевский литературно-мемориальный музей-квартира Николая Бажана.